# Quyền công dân toàn cầu
Quyền công dân toàn cầu là ý tưởng rằng bản sắc của một người vượt qua biên giới địa lý hoặc chính trị, và trách nhiệm hoặc quyền được bắt nguồn từ tư cách thành viên trong một biên độ rộng lớn hơn: "nhân loại". Điều này không có nghĩa là một người như vậy từ bỏ quốc tịch của họ hoặc các định danh mang bản sắc địa phương hơn, nhưng những danh tính như vậy được trao "vị trí thứ yếu" hơn so với cương vị là thành viên trong một cộng đồng toàn cầu. Mở rộng ra, ý tưởng dẫn đến các câu hỏi về tình trạng của xã hội toàn cầu trong thời đại toàn cầu hóa.
Trong cách sử dụng chung, thuật ngữ này có thể có nhiều ý nghĩa tương tự như " công dân thế giới " hoặc quốc tế, nhưng nó cũng có ý nghĩa bổ sung, chuyên biệt trong các bối cảnh khác nhau. Nhiều tổ chức khác nhau, chẳng hạn như Cơ quan Dịch vụ Thế giới, đã ủng hộ quyền công dân toàn cầu.

## Sử dụng

### Giáo dục
Trong giáo dục, thuật ngữ này thường được sử dụng để mô tả một thế giới quan hoặc một tập hợp các giá trị mà giáo dục hướng tới (ví dụ, các ưu tiên của Sáng kiến giáo dục toàn cầu do Tổng thư ký Liên Hợp Quốc lãnh đạo). Thuật ngữ "xã hội toàn cầu" đôi khi được sử dụng để chỉ một bộ nghiên cứu toàn cầu về mục tiêu học tập cho sinh viên để chuẩn bị cho họ trở thành công dân toàn cầu (ví dụ, ví dụ, Trung tâm nghiên cứu toàn cầu tại Đại học Pittsburgh).

#### Giáo dục công dân toàn cầu
Trong hệ thống giáo dục, khái niệm giáo dục công dân toàn cầu (GCED) đang bắt đầu thay thế hoặc bao trùm các phong trào như giáo dục đa văn hóa, giáo dục hòa bình, giáo dục nhân quyền, Giáo dục vì sự phát triển bền vững và giáo dục quốc tế. Ngoài ra, GCED nhanh chóng kết hợp các tham chiếu đến các phong trào đã nói ở trên. Khái niệm công dân toàn cầu đã được liên kết với các giải thưởng được cung cấp để giúp đỡ nhân loại. Giáo viên đang được giao trách nhiệm là tác nhân thay đổi xã hội. Audrey Osler, giám đốc Trung tâm Giáo dục Công dân và Nhân quyền, Đại học Leeds, khẳng định rằng "Giáo dục để sống cùng nhau trong một thế giới phụ thuộc không phải là một sự bổ sung tùy chọn, mà là một nền tảng thiết yếu".
Với sự chú ý của GCED, các học giả đang nghiên cứu lĩnh vực này và phát triển các quan điểm. Sau đây là một vài quan điểm phổ biến nhất:
- Quan điểm quan trọng và biến đổi. Quyền công dân được xác định bằng cách là một thành viên có quyền và trách nhiệm. Do đó, GCED phải khuyến khích sự tham gia tích cực. GCED có thể được dạy từ quan điểm phê phán và biến đổi, theo đó học sinh đang suy nghĩ, cảm nhận và làm. Theo cách tiếp cận này, GCED yêu cầu sinh viên phải phê phán chính trị và biến đổi cá nhân. Giáo viên cung cấp các vấn đề xã hội theo cách trung lập và phù hợp với cấp lớp để học sinh hiểu, vật lộn và làm gì đó.[8]
- Thế giới. Graham Pike và David Selby xem GCED có hai sợi. Worldmindedness, chuỗi đầu tiên, đề cập đến việc hiểu thế giới là một hệ thống thống nhất và có trách nhiệm xem lợi ích của các quốc gia riêng lẻ với nhu cầu chung của hành tinh trong tâm trí. Chuỗi thứ hai, lấy trẻ em làm trung tâm, là một phương pháp sư phạm khuyến khích học sinh tự khám phá và khám phá và giải quyết mỗi người học như một cá nhân với niềm tin, kinh nghiệm và tài năng không thể bắt chước được.[9]
- Hiểu biết toàn diện. Quan điểm Hiểu biết toàn diện được thành lập bởi Merry Merryfield, tập trung vào việc hiểu bản thân liên quan đến một cộng đồng toàn cầu. Quan điểm này tuân theo một chương trình giảng dạy liên quan đến các giá trị và niềm tin của con người, các hệ thống toàn cầu, các vấn đề, lịch sử, hiểu biết đa văn hóa và phát triển các kỹ năng phân tích và đánh giá.[6]

### Triết học
Quyền công dân toàn cầu, trong một số bối cảnh, có thể đề cập đến một thương hiệu đạo đức hoặc triết học chính trị, trong đó đề xuất rằng thực tế xã hội, chính trị, kinh tế và môi trường của thế giới ngày nay nên được giải quyết ở tất cả các cấp bởi các cá nhân, xã hội dân sự các tổ chức, cộng đồng và quốc gia bang bang qua ống kính toàn cầu. Nó đề cập đến một thế giới quan rộng lớn, có văn hóa và môi trường, chấp nhận sự kết nối cơ bản của tất cả mọi thứ. Biên giới chính trị, địa lý trở nên không liên quan và các giải pháp cho những thách thức ngày nay được xem là vượt ra ngoài tầm nhìn hạn hẹp về lợi ích quốc gia. Những người ủng hộ triết lý này thường chỉ ra Diogenes of Sinope (khoảng 412 TCN) là một ví dụ, đưa ra tuyên bố được báo cáo rằng "Tôi là công dân của thế giới (σμ π π, cosmopolites)" để trả lời câu hỏi về nơi xuất xứ của anh ta. Một thuật ngữ tiếng Tamil, Yadhum oore yaavarum kelir, có nghĩa là "thế giới là một gia đình". Tuyên bố không chỉ là về hòa bình và hòa hợp giữa các xã hội trên thế giới, mà còn về một sự thật mà bằng cách nào đó cả thế giới phải sống với nhau như một gia đình.

### Nghiên cứu tâm lý học
Những người gây ô nhiễm và tâm lý học toàn cầu đã nghiên cứu sự khác biệt cá nhân theo nghĩa công dân toàn cầu. Bắt đầu từ năm 2005, Khảo sát giá trị thế giới (WVS), được quản lý trên gần 100 quốc gia, bao gồm tuyên bố: "Tôi thấy mình là một công dân thế giới". Trong WVS Wave 6, được thực hiện từ năm 2010 đến 2014, trên toàn cầu, 29,5% "đồng ý mạnh mẽ" và 41% "đồng ý" với tuyên bố này. Tuy nhiên, có nhiều biến thể quốc gia, vì 71% công dân Qatar, 21% công dân Mỹ, 16% người Hoa và chỉ 11% người Palestine "đồng ý mạnh mẽ". Tuy nhiên, việc diễn giải những khác biệt này là khó khăn vì các phương pháp khảo sát khác nhau ở các quốc gia khác nhau và ý nghĩa của "công dân thế giới" khác nhau về ngôn ngữ và văn hóa khác nhau.
Đối với các nghiên cứu nhỏ hơn, một số thang đo đa mục đã được phát triển, bao gồm Sam McFarland và nhận dạng của đồng nghiệp với thang đo Toàn nhân loại (ví dụ: "Bạn xác định được bao nhiêu (nghĩa là cảm thấy yêu một phần, có cảm giác yêu).. tất cả con người ở khắp mọi nơi?), Ý thức tâm lý về cộng đồng toàn cầu của Anna Malsch và Alan Omoto (ví dụ: "Tôi cảm thấy có cảm giác kết nối với mọi người trên khắp thế giới, ngay cả khi tôi không biết cá nhân họ"), Gerhard Reese và thang đo nhận dạng xã hội toàn cầu của đồng nghiệp (ví dụ "Tôi cảm thấy kết nối mạnh mẽ với toàn bộ cộng đồng thế giới"), và thang đo nhận dạng công dân toàn cầu của Stephen Reysen và Katzarska-Miller (ví dụ: "Tôi xác định mạnh mẽ với công dân toàn cầu"). Các biện pháp này liên quan chặt chẽ với nhau, nhưng chúng không hoàn toàn giống nhau.
Các nghiên cứu về nguồn gốc tâm lý của quyền công dân toàn cầu đã phát hiện ra rằng những người có quốc tịch toàn cầu cũng cao về các đặc điểm tính cách cởi mở để trải nghiệm và sự đồng tình từ các đặc điểm tính cách của Big Five và sự đồng cảm và quan tâm cao. Ngược lại, tính cách độc đoán, định hướng thống trị xã hội và bệnh nhân cách đều liên quan đến việc nhận dạng con người ít toàn cầu hơn. Một số trong những đặc điểm này bị ảnh hưởng bởi sự di truyền cũng như bởi những trải nghiệm ban đầu, do đó, có khả năng ảnh hưởng đến khả năng tiếp nhận của cá nhân đối với nhận dạng con người toàn cầu.
Nghiên cứu đã phát hiện ra rằng những người có khả năng nhận dạng con người toàn cầu cao ít có thành kiến với nhiều nhóm, quan tâm nhiều hơn đến quyền con người quốc tế, bất bình đẳng trên toàn thế giới, nghèo đói toàn cầu và đau khổ của con người. Họ tham gia tích cực hơn vào các mối quan tâm toàn cầu, coi trọng cuộc sống của tất cả mọi người hơn, và dành nhiều thời gian và tiền bạc hơn cho các hoạt động nhân đạo quốc tế. Họ có xu hướng tự do hơn về chính trị đối với cả các vấn đề trong nước và quốc tế. Họ muốn các quốc gia của họ làm nhiều hơn để giảm bớt đau khổ trên quy mô toàn cầu.
Theo cách tiếp cận bản sắc xã hội, Reysen và Katzarska-Miller đã thử nghiệm một mô hình cho thấy các tiền đề và kết quả của việc xác định quốc tịch toàn cầu (nghĩa là mức độ kết nối tâm lý với công dân toàn cầu). Môi trường quy phạm của mỗi cá nhân (môi trường văn hóa mà người ta nhúng vào chứa con người, tạo tác, mô hình văn hóa thúc đẩy việc xem bản thân như một công dân toàn cầu) và nhận thức toàn cầu (nhận thức về bản thân như nhận thức, hiểu biết và kết nối với những người khác trên thế giới) dự đoán xác định quốc tịch toàn cầu. Sau đó, nhận dạng công dân toàn cầu dự đoán sáu loại hành vi và giá trị xã hội rộng lớn, bao gồm: sự đồng cảm giữa các nhóm, định giá sự đa dạng, công bằng xã hội, bền vững môi trường, giúp đỡ liên nhóm và cảm thấy có trách nhiệm phải hành động. Nghiên cứu tiếp theo đã xem xét các biến số ảnh hưởng đến mô hình như: tham gia vào một khóa học đại học với các thành phần toàn cầu, nhận thức về kiến thức toàn cầu của một người, thái độ của giáo sư đại học đối với quyền công dân toàn cầu,   niềm tin vào một thế giới có chủ ý về văn hóa, tham gia vào một nhóm người hâm mộ để quảng bá bản sắc, sử dụng các từ liên quan đến công dân toàn cầu khi mô tả các giá trị của một người, có thể là một công dân toàn cầu, tôn giáo và định hướng tôn giáo, mối đe dọa đối với quốc gia của một người, thủ tướng tự phụ thuộc lẫn nhau, nhận thức về môi trường đại học, và sử dụng phương tiện truyền thông xã hội.
Năm 2019, một đánh giá của tất cả các nghiên cứu về tâm lý nhận dạng và quyền công dân toàn cầu đến năm 2018 đã được công bố.